# 국사 (칭호)
국사(國師)는 봉건 시대 승려 중 왕실에 소속된 승려에게 주어진 최고 법계이다.
신라 시대부터 국통(國統)을 불교로 시작하였다. 신라는 불교계의 관할을 위한 제도로 국통을 책봉하기 시작했고, 진흥왕을 기점으로 조선 초기까지 이어졌다. 국사는 시기에 따라 국존(國尊), 국통(國統), 국로(國老) 등으로 불리기도 하였다. 국사는 최고의 승직(僧職)으로 재상의 위치에 비견되었다.